# سيسيل كلاي
سيسيل كلاي (بالإنجليزية: Cecil Clay)‏ هو ضابط أمريكي، ولد في 13 فبراير 1842 في فيلادلفيا في الولايات المتحدة، وتوفي في 23 سبتمبر 1903 في واشنطن العاصمة في الولايات المتحدة.